# Emma Calvé

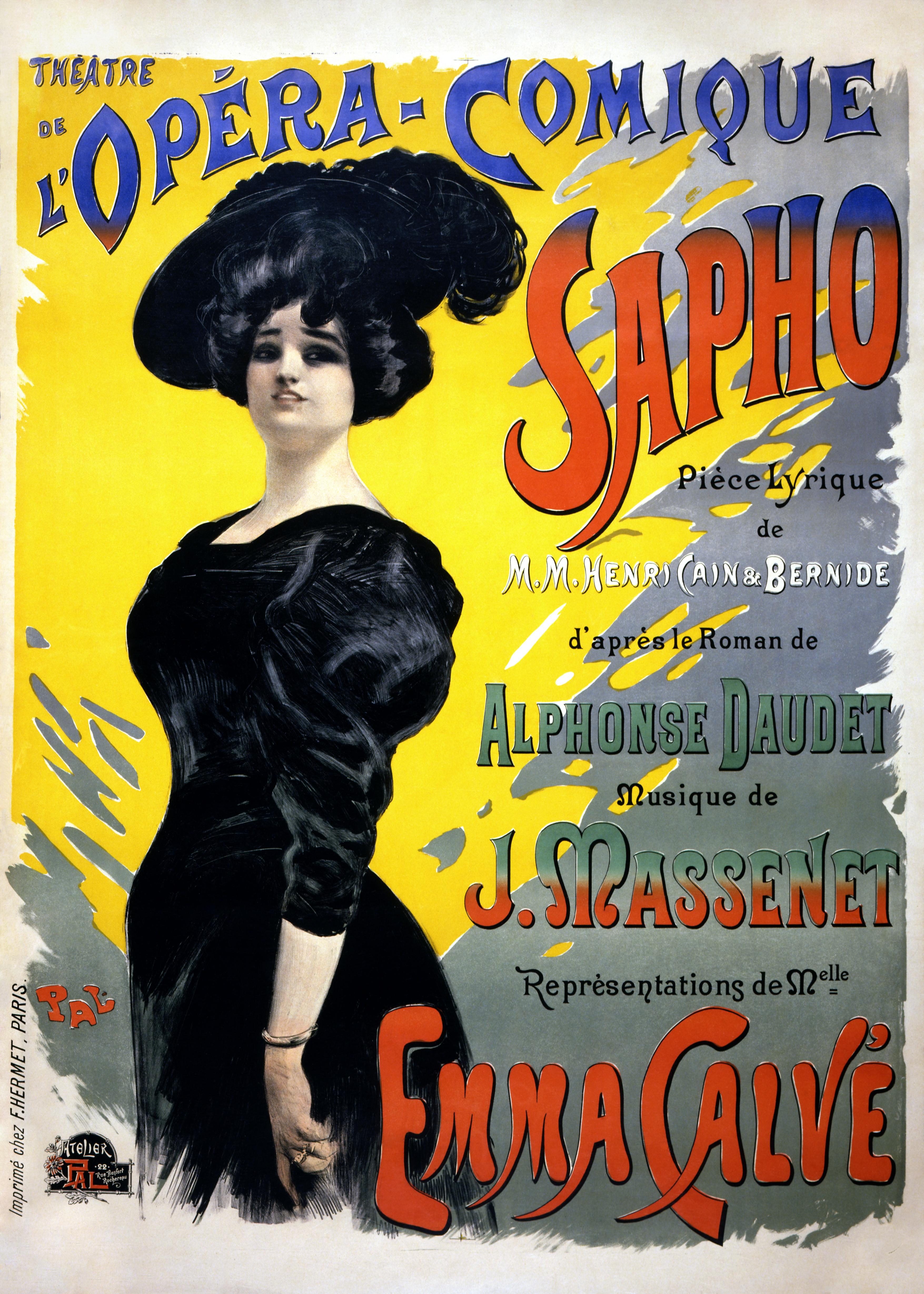
Emma Calvé.

Emma Calvé, egentligen Rosa Noémie Emma Calvet, född 15 augusti 1858, död 6 januari 1942, var en fransk operasångerska (sopran).
Calvé var elev till Paul Puget och Mathilde Marchesi. Hon vann stor popularitet genom sin skönhet och sångröst. Särskilt hennes framträdande som Carmen har blivit känt. Calvé sjöng i Bryssel, Rom, Paris, London och Amerika fram till 1910.